# Substance volatile

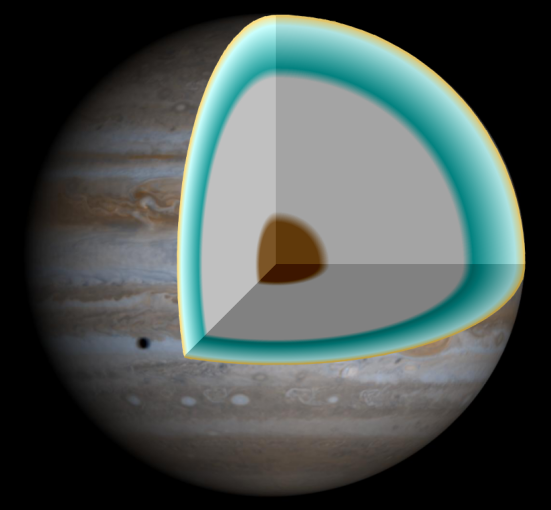
Cette coupe illustre un modèle de l'intérieur de Jupiter, comprenant un noyau rocheux recouvert d'une couche profonde d'hydrogène métallique.

En planétologie, une substance volatile est un élément chimique ou un composé chimique ayant un bas point d'ébullition et qui se sublime donc facilement. Ces éléments sont associés à la croûte ou à l'atmosphère d'une planète ou d'un satellite naturel. Ce sont par exemple l'azote, l'eau, le dioxyde de carbone, l'ammoniac, l'hydrogène, le méthane et le dioxyde de soufre. En géologie planétaire, ces composés, à l'état solide, composent en général en grande partie les croûtes de satellites naturels et de planètes naines. 
Contrairement aux substances volatiles, les éléments et les composés à point d'ébullition élevé sont appelés substances réfractaires. 
Les scientifiques classent souvent les volatils avec des points de fusion exceptionnellement bas, tels que l'hydrogène et l'hélium, comme des gaz (comme pour les géantes gazeuses), tandis que les volatils avec des points de fusion supérieurs à environ 100 K (–173 °C) sont des glaces (comme pour les géantes de glace). Les termes « gaz » et « glace » dans ce contexte s'appliquent à des composés qui peuvent être des solides, des liquides ou des gaz. Ainsi, Jupiter et Saturne sont des géantes gazeuses, et Uranus et Neptune sont des géantes de glace, même si la grande majorité du « gaz » et de la « glace » qu'elles renferment sont des fluides chaud et très denses (supercritiques), qui le deviennent de plus en plus à mesure qu'on s'approche du centre de la planète.
La Lune est très pauvre en substances volatiles : sa croûte contient de l'oxygène lié chimiquement dans les roches (par exemple des silicates), mais des quantités négligeables d'hydrogène, d'azote ou de carbone.